# 谢尔盖·格拉德尔
谢尔盖·維克托羅維奇·格拉德尔（烏克蘭語：Сергій Вікторович Гладир；1989年10月17日—），烏克蘭籃球運動員。他現在效力於法國籃球聯賽球隊南錫籃球俱樂部。他參加了2009年NBA選秀。他也代表烏克蘭國家男子籃球隊參賽。